# اینا بلین
اینا بلین (به انگلیسی: Ina Balin؛ ۱۲ نوامبر ۱۹۳۷ – ۲۰ ژوئن ۱۹۹۰) بازیگر اهل ایالات متحده آمریکا بود. وی بیشتر به خاطر بازی در فیلم از تراس شناخته شده‌است، که برای آن، نامزد دریافت دو جایزهٔ گلدن گلوب و یک جایزهٔ بهترین بازیگر زن شد.

## زندگی شخصی

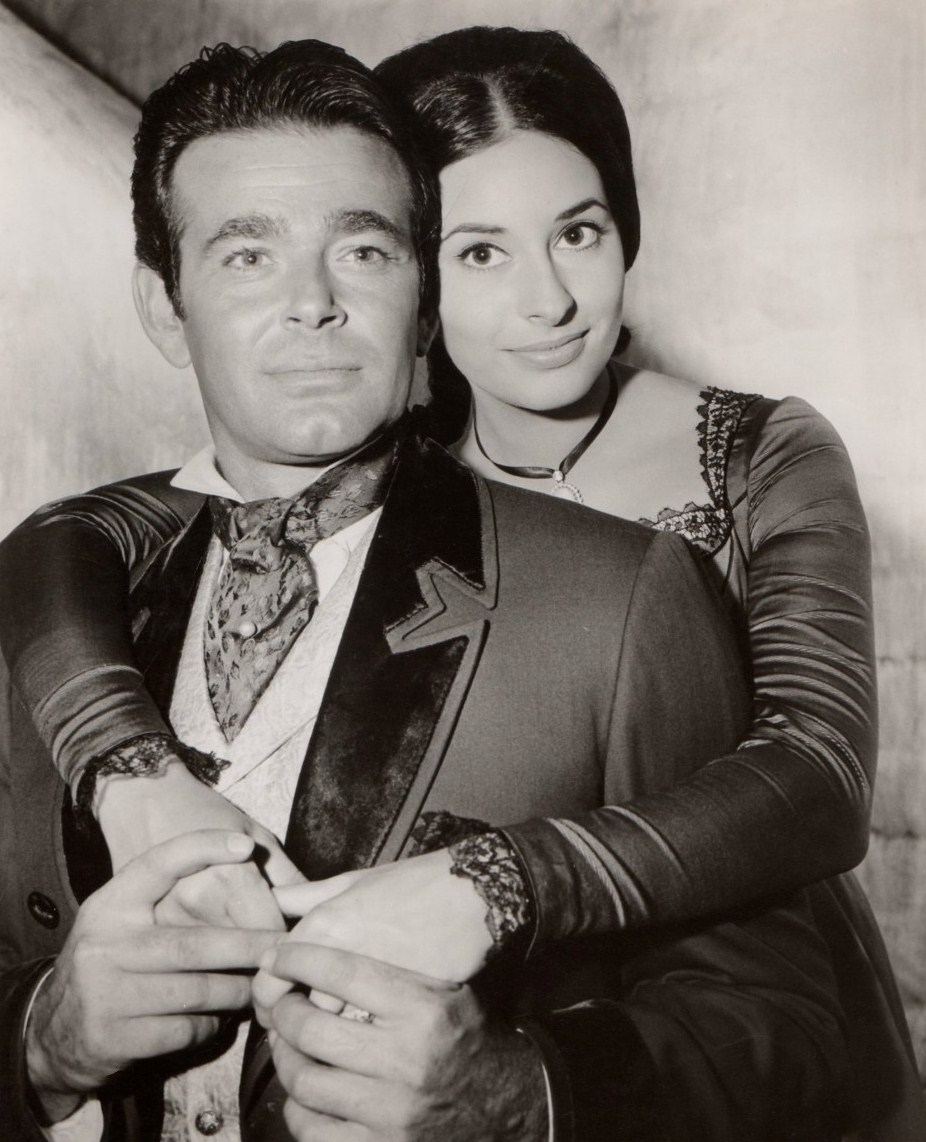
بلین به همراه استوارت ویتمن در فیلم کومانچروها، سال ۱۹۶۱

بالین در ۱۲ نوامبر ۱۹۳۷ در بروکلین، ایالات متحده آمریکا، از پدر و مادری یهودی به دنیا آمد. پدرش سام روزنبرگ، رقصنده، خواننده و کمدین بود که در شرکت بلت بورشت در استراحت‌گاه‌های تابستانی کوه‌های کاتسکیل، کار می‌کرد. وی مدتی بعد، این حرفه را ترک کرد و به تجارت مشغول شد. مادر او یک رقاص حرفه‌ای متولد مجارستان بود که با ازدواجش در سن ۱۵ سالگی، توانست از یک زندگی در خانواده‌ای آشفته فرار کند. مادر بالین، در ۲۱ سالگی، سه ازدواج ناموفق داشت و در حالی که اینا و برادرش، ریچارد بالین هنوز خردسال بودند، این زندگی نیز منجر به طلاق شد. این خواهر و برادر در همین زمان در مدارس شبانه‌روزی تحت نظر قرار گرفتند تا این که مادرشان برای چهارمین بار ازدواج کرد.

## بخشی از فیلمشناسی
از جمله فیلم‌ها یا برنامه‌های تلویزیونی که وی در آن‌ها نقش داشته‌است، می‌توان به آثار زیر اشاره کرد:
| سال انتشار | نام فیلم   | نام کارگردان |
| ۱۹۶۴       | فریب‌خورده  | جری لوئیس    |
| ۱۹۶۱       | کومانچروها | جان وین      |
| ۱۹۶۰       | از تراس    | مارک رابسون  |
| ۱۹۵۸       | ثعلب سیاه  | مارتین ریت   |
| ---------- | ---------- | ------------ |